# Коперниций
Коперниций е синтетичен химичен елемент, означаван със символа Cn. Открит е на 9 февруари 1996 г. в 22:37 в центъра за изследване на тежки йони „Хелмхолц“ Дармщат, Германия. Поредният му номер в периодичната система на елементите е 112. Елементът спада към преходните метали.
Най-стабилният му изотоп е 285Cn с период на полуразпад около 28 сек. Центърът за изследване на тежки йони „Хелмхолц“ предлага за постоянно името „Копернеций“ – на полския астроном Николай Коперник. Името е официално одобрено от Международния съюз за чиста и приложна химия на 19 февруари 2010 г., след седем месеца разискване. Преди това елементът бил наречен временно унунбий и се е означавал със символа Uub.

## История
Коперницият е открит от Зигурд Хофман и българина Виктор Нинов.